# Agathomyia collini
Agathomyia collini är en tvåvingeart som beskrevs av George Henry Verrall 1901. Agathomyia collini ingår i släktet Agathomyia och familjen svampflugor. Inga underarter finns listade i Catalogue of Life.